# Miami Heat - Prêmios e recordes

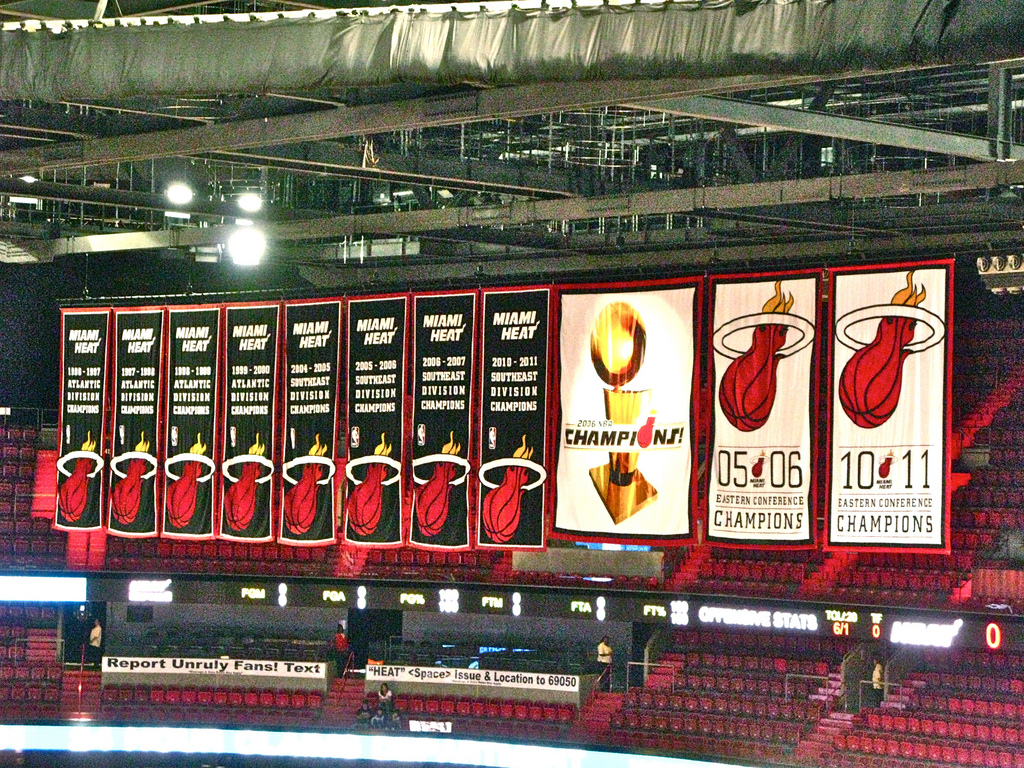
Bandeiras representando as conquistas do Miami Heat na AmericanAirlines Arena.

Esta página detalha as estatísticas e realizações relativas ao Miami Heat. O Miami Heat é uma franquia de basquetebol profissional norte-americano que compete na National Basketball Association (NBA).

## Recordes e Prêmios

### Recordes
| Categoria                    | Jogador          | Números                |
| ---------------------------- | ---------------- | ---------------------- |
| Pontos marcados              | Dwyane Wade      | 20.221                 |
| Partidas jogadas             | Dwyane Wade      | 855                    |
| Rebotes                      | Udonis Haslem    | 5.665                  |
| Assistências                 | Dwyane Wade      | 4.944                  |
| Roubos de bola               | Dwyane Wade      | 1.414                  |
| Tocos                        | Alonzo Mourning  | 1.625                  |
| Cestas                       | Dwyane Wade      | 7.325                  |
| Porcentagem de arremessos    | Shaquille O'Neal | 59.6%                  |
| Cestas de três pontos        | Tim Hardaway     | 806                    |
| Porcentagem de três pontos   | Jason Kapono     | 49.0%                  |
| Lances livres convertidos    | Dwyane Wade      | 5.185                  |
| Porcentagem de lances livres | Ray Allen        | 89.4%                  |
| Pontos por jogo              | LeBron James     | 26.7                   |
| Rebotes por jogo             | Rony Seikaly     | 10.4                   |
| Assistências por jogo        | Sherman Douglas  | 7.9                    |
| Roubos de bola por jogo      | LeBron James     | 1.6                    |
| Tocos por jogo               | Alonzo Mourning  | 2.7                    |
| Triple doubles               | LeBron James     | 13 (cinco em playoffs) |
| Faltas                       | Alonzo Mourning  | 1.960                  |
| Erros                        | Dwyane Wade      | 2.882                  |

| Categoria                    | Jogador          | Números | Temporada |
| ---------------------------- | ---------------- | ------- | --------- |
| Minutos jogados              | Anthony Mason    | 3.254   | 2000-2001 |
| Pontos por jogo              | Dwyane Wade      | 30.2    | 2008-2009 |
| Rebotes por jogo             | Rony Seikaly     | 11.8    | 1991-1992 |
| Assistências por jogo        | Tim Hardaway     | 8.6     | 1996-1997 |
| Roubos de bola por jogo      | Dwyane Wade      | 2.2     | 2008-2009 |
| Tocos por jogo               | Alonzo Mourning  | 3.9     | 1998-1999 |
| Triple doubles               | LeBron James     | 4       | 2010-2011 |
| Pontos                       | Dwyane Wade      | 2.386   | 2008-2009 |
| Rebotes                      | Rony Seikaly     | 934     | 1991-1992 |
| Assistências                 | Tim Hardaway     | 695     | 1996-1997 |
| Roubos de bola               | Dwyane Wade      | 173     | 2008-2009 |
| Tocos                        | Alonzo Mourning  | 294     | 1999-2000 |
| Cestas                       | Dwyane Wade      | 854     | 2008-2009 |
| Porcentagem de arremessos    | Shaquille O'Neal | 60.1%   | 2004-2005 |
| Cestas de três pontos        | Damon Jones      | 225     | 2004-2005 |
| Porcentagem de três pontos   | Jon Sundvold     | 52.2%   | 1988-1989 |
| Lances livres convertidos    | Dwyane Wade      | 629     | 2005-2006 |
| Porcentagem de lances livres | Ray Allen        | 88.6%   | 2012-2013 |
| Faltas                       | Grant Long       | 337     | 1988-1989 |
| Erros                        | Dwyane Wade      | 321     | 2004-2005 |

Números até Junho de 2016.
| Categoria             | Jogador                   | Números | Data                                      |
| --------------------- | ------------------------- | ------- | ----------------------------------------- |
| Pontos                | LeBron James              | 61      | 03 de março de 2014                       |
| Minutos jogados       | Glen Rice                 | 59      | 20 de novembro de 1992                    |
| Rebotes               | Rony Seikaly              | 34      | 03 de março de 1993                       |
| Assistências          | Tim Hardaway              | 19      | 19 de abril de 1996                       |
| Roubos de bola        | Mario Chalmers            | 9       | 05 de novembro de 2008                    |
| Tocos                 | Hassan Whiteside          | 12      | 25 de janeiro de 2015                     |
| Cestas                | LeBron James              | 22      | 03 de março de 2014                       |
| Cestas de três pontos | Brian Shaw Mario Chalmers | 10      | 08 de abril de 1993 12 de janeiro de 2013 |
| Lances livres         | Dwyane Wade               | 23      | 01 de fevereiro de 2007                   |
| Erros                 | Dwyane Wade               | 12      | 01 de fevereiro de 2007                   |

| Categoria             | Jogador          | Números | Data                |
| --------------------- | ---------------- | ------- | ------------------- |
| Pontos                | LeBron James     | 49      | 12 de maio de 2014  |
| Minutos jogados       | LeBron James     | 50.17   | 09 de maio de 2011  |
| Rebotes               | Shaquille O'Neal | 20      | 04 de maio de 2006  |
| Assistências          | Dwyane Wade      | 15      | 10 de maio de 2005  |
| Roubos de bola        | LeBron James     | 6       | 15 de maio de 2012  |
| Tocos                 | Alonzo Mourning  | 9       | 22 de abril de 2000 |
| Cestas                | LeBron James     | 19      | 07 de junho de 2012 |
| Cestas de três pontos | Mike Miller      | 7       | 21 de junho de 2012 |
| Lances livres         | Dwyane Wade      | 21      | 18 de junho de 2006 |
| Erros                 | Dwyane Wade      | 9       | 26 de maio de 2011  |

### Prêmios
| NBA Most Valuable Player - LeBron James – 2012, 2013 NBA Finals MVP - Dwyane Wade – 2006 - LeBron James – 2012, 2013 NBA All-Star Game MVP - Dwyane Wade – 2010 NBA Scoring Champion - Dwyane Wade – 2009 NBA Defensive Player of the Year - Alonzo Mourning – 1999, 2000 NBA Most Improved Player Award - Rony Seikaly – 1990 - Isaac Austin – 1997 Best NBA Player ESPY Award - Dwyane Wade – 2006 - LeBron James – 2012, 2013 NBA Coach of the Year - Pat Riley – 1997 NBA Executive of the Year - Pat Riley – 2011 J. Walter Kennedy Citizenship Award - P. J. Brown – 1997 - Alonzo Mourning – 2002 All-NBA First Team - LeBron James – 2011, 2012, 2013, 2014 - Dwyane Wade – 2009, 2010 - Shaquille O'Neal – 2005, 2006 - Alonzo Mourning – 1999 - Tim Hardaway – 1997 All-NBA Second Team - Dwyane Wade – 2005, 2006, 2011 - Tim Hardaway – 1998, 1999 - Alonzo Mourning – 2000 All-NBA Third Team - Dwyane Wade – 2007, 2012, 2013 | NBA All-Defensive First Team - LeBron James – 2011, 2012, 2013 - Alonzo Mourning – 1999, 2000 NBA All-Defensive Second Team - Dwyane Wade – 2005, 2009, 2010 - P.J. Brown – 1997, 1999 - Hassan Whiteside – 2016 - LeBron James – 2014 - Bruce Bowen – 2001 NBA All-Rookie First Team - Sherman Douglas – 1990 - Steve Smith – 1992 - Caron Butler – 2003 - Dwyane Wade – 2004 - Michael Beasley – 2009 NBA All-Rookie Second Team - Kevin Edwards – 1989 - Glen Rice – 1990 - Willie Burton – 1991 - Udonis Haslem – 2004 - Mario Chalmers – 2009 - Justise Winslow – 2016 NBA All-Star Skills Challenge Champion - Dwyane Wade – 2006, 2007 NBA All-Star Three-point Shootout Champion - Glen Rice – 1995 - Jason Kapono – 2007 - Daequan Cook – 2009 - James Jones – 2011 NBA All-Star Slam Dunk Contest Champion - Harold Miner – 1993, 1995 NBA All-Star Shooting Stars Contest Champion - Chris Bosh – 2013, 2014, 2015 Seasonlong Kia Community Assist Award - Dwyane Wade – 2013 Twyman–Stokes Teammate of the Year Award - Shane Battier – 2014 |

### Jogadores no NBA All-Star Game

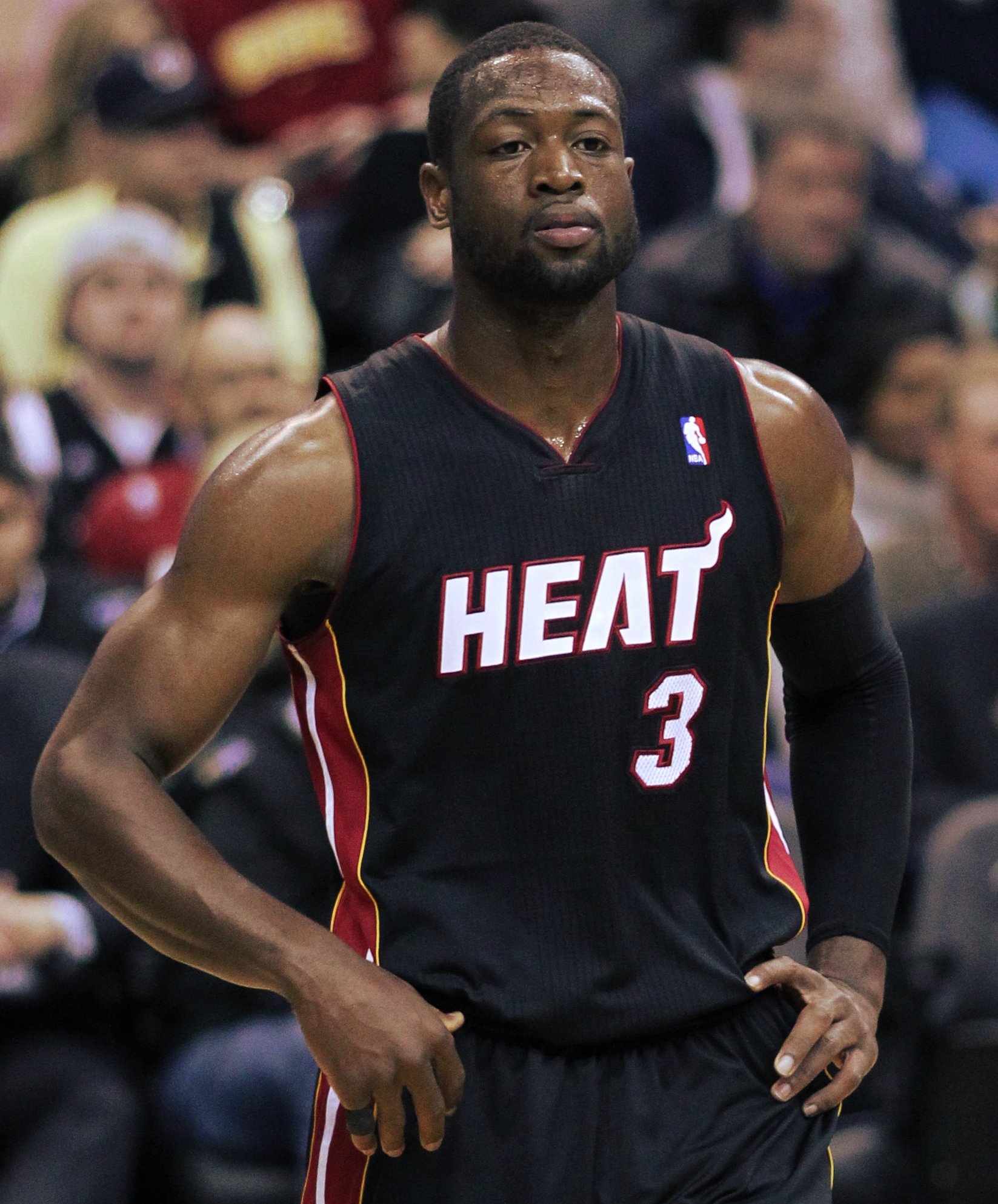
Dwyane Wade foi chamado 12 vezes para o NBA All-Star Game em 13 temporadas atuando pelo Miami Heat.

- Dwyane Wade – 2005, 2006, 2007, 2008, 2009, 2010, 2011, 2012, 2013, 2014, 2015, 2016
- Chris Bosh – 2011, 2012, 2013, 2014, 2015, 2016
- Alonzo Mourning – 1996, 1997, 2000, 2001, 2002
- LeBron James – 2011, 2012, 2013, 2014
- Shaquille O'Neal – 2005, 2006, 2007
- Tim Hardaway – 1997, 1998
- Anthony Mason – 2001
- Stan Van Gundy – 2005 (como técnico)
- Erik Spoelstra – 2013 (como técnico)